# جامع الحاج بنية
جامع البُنّية هو أحد مساجد العراق التي تقع في جانب الكرخ من مدينة بغداد وفي منطقة العلاوي، ويتميز ببنيانه وطرازه الإسلامي الفريد ويحوي لوحات بالخط العربي لآيات من القرآن على جدرانه من عمل الخطاط هاشم محمد البغدادي، ويعتبر أحد معالم بغداد العمرانية المهمة.
ولقد بناه عبد الوهاب البنية عام 1971م، وتم تكليف المهندس قحطان المدفعي لبناء الجامع، ثم توفي الحاج محمود في شهر كانون الأول 1971م، ودفن في غرفة خارج المصلى، وأكمل أولاده البناء في عام 1973م، وأفتتح يوم الجمعة 31 أيار 1974م، والحاج بُنّية يرجع نسبهُ إلى العوائل البغدادية الغنية المشهورة في بغداد باسم (عائلة بيت بُنّية)، ذُكر في كرّاس نشرتها أسرة بيت بُنّية عن جامع الحاج بُنّية "وكان والدُهُ بغدادياً أصيلاً ذا لحية بُنّية اللون، وقد سُمّي بالبنية لأن لجدّه لحية بنية اللون أُشيرَ إليها للتعريف به"، وتبلغ مساحة الجامع الكلية 5000 متر مربع، ويحتوي الجامع على مكتبة عامرة بالكتب الإسلامية والتاريخية وأول من اعتلى منبر الجامع الخطيب والداعية المصري محمود محمد غريب، والذي قام بنشاط اسلامي وحركة إسلامية في شباب بغداد، مما جعل السلطات العراقية في وقتها تقوم بأعتقال الشيخ محمود غريب ثم سافر إلى الإمارات، وعمل في مركز السلطان قابوس للثقافة الإسلامية، وتوفى في صلالة في سلطنة عمان اثر مرض عضال.
ويحتوي الجامع على مصلى واسع يتسع لأكثر من 1000 مصل، ويضم حرم الجامع محرابا كبيرا في غاية الفخامة والجمال، وتعلو الحرم قبة بيضوية بارتفاع 36 م، وبقطر 25 م، ومزخرفة بنقوش جميلة، كما ان للجامع منارة مئذنة عالية بارتفاع 55 م، وهي مثمنة الشكل بقطر 3م، ومغطاة بالكاشي الكربلائي الأزرق.
وللجامع دار سكن للإمام وقاعة كبيرة لاقامة المناسبات الدينية ومجالس العزاء، كما يحوي على مصلى واسع للنساء، وغرفة للإدارة والخدم، ومن حول الحرم حديقة وساحة.
وتعرض الجامع للأغلاق بسبب تعرضه للتخريب وأعمال عنف بعد تفجير ضريح العسكريين في سامراء عام 2006م، وفي شهر نيسان 2007م، أعيد افتتاح الجامع من قبل ديوان الوقف السني في العراق.

## معرض صور

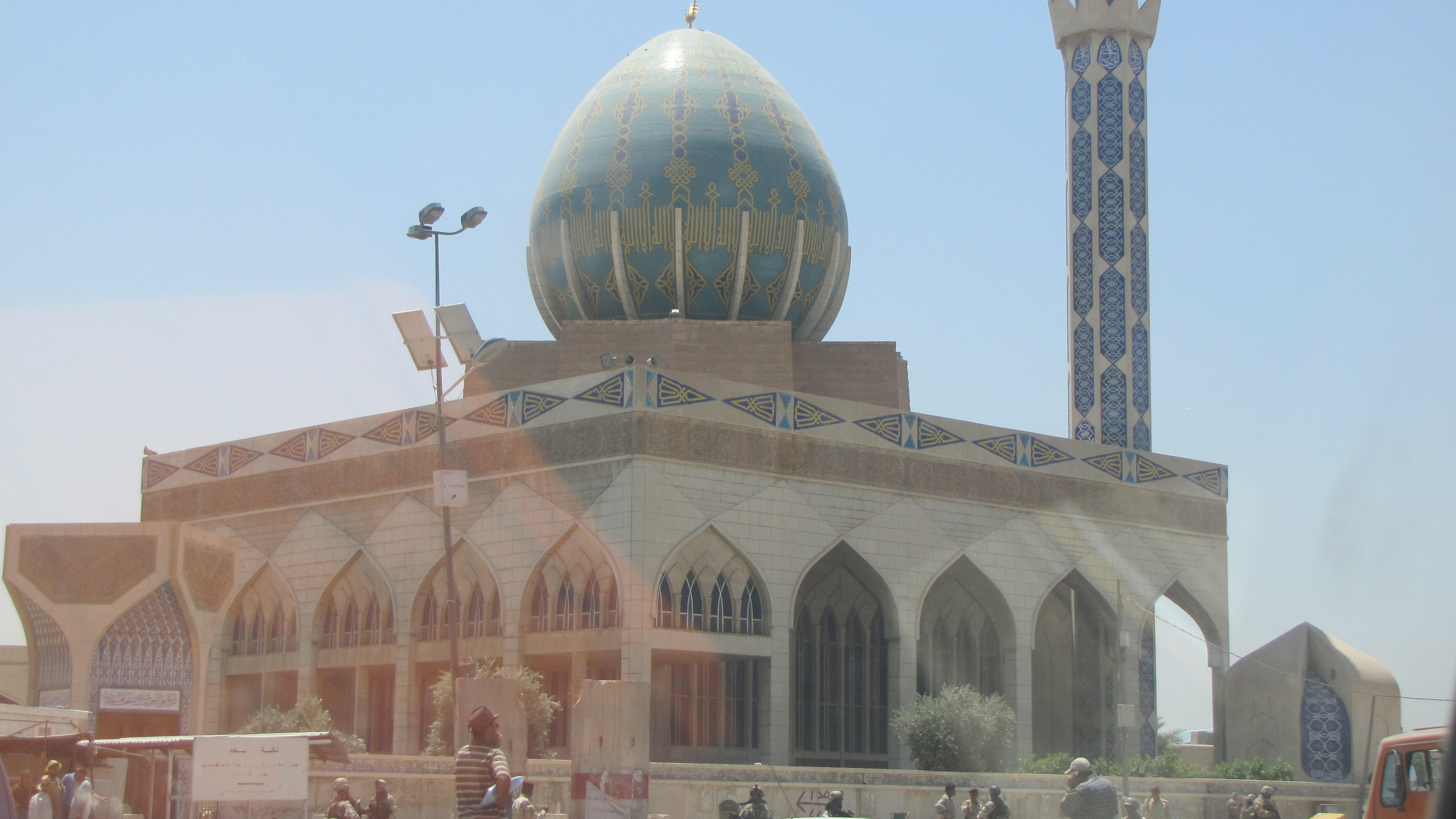
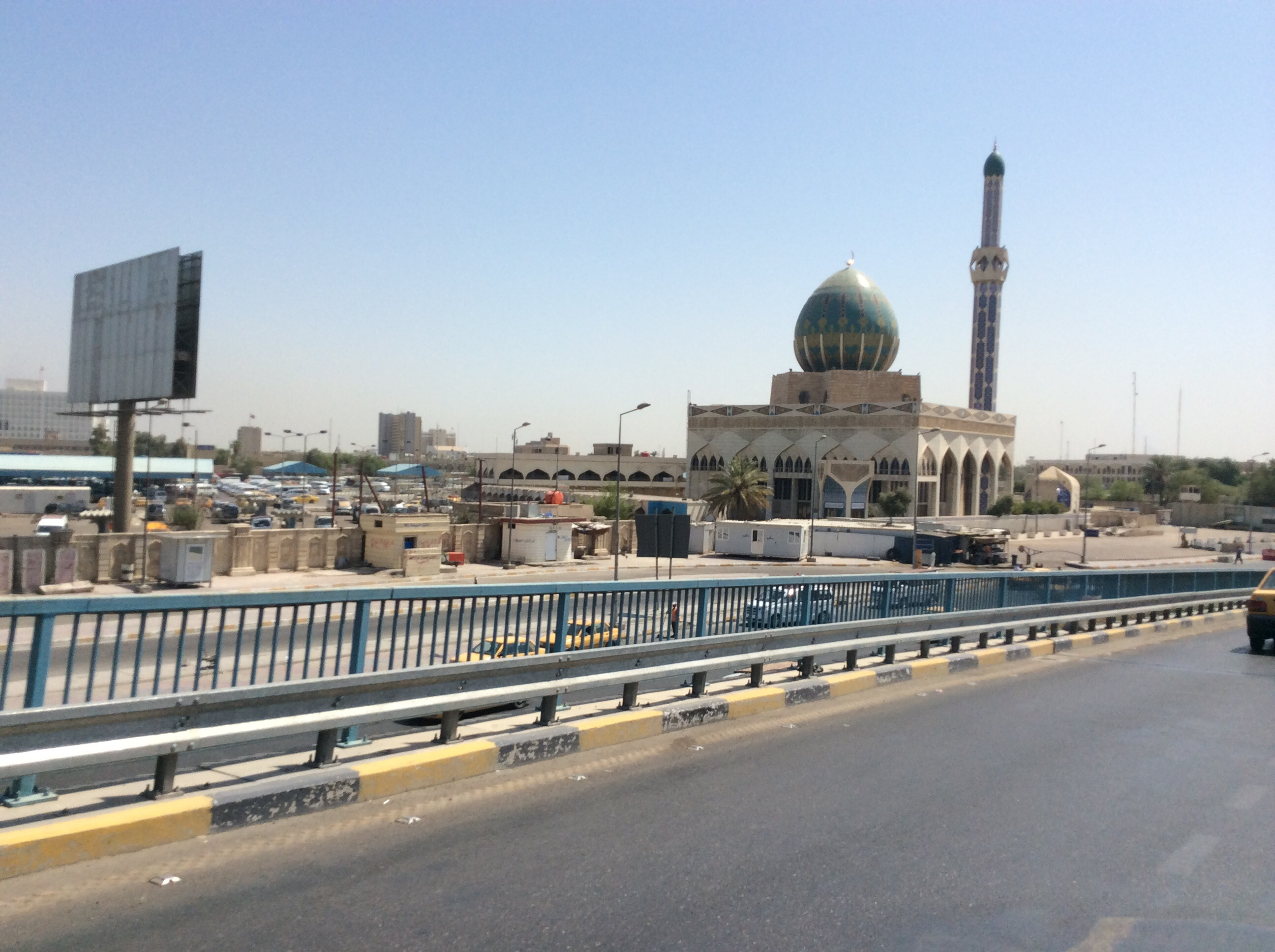
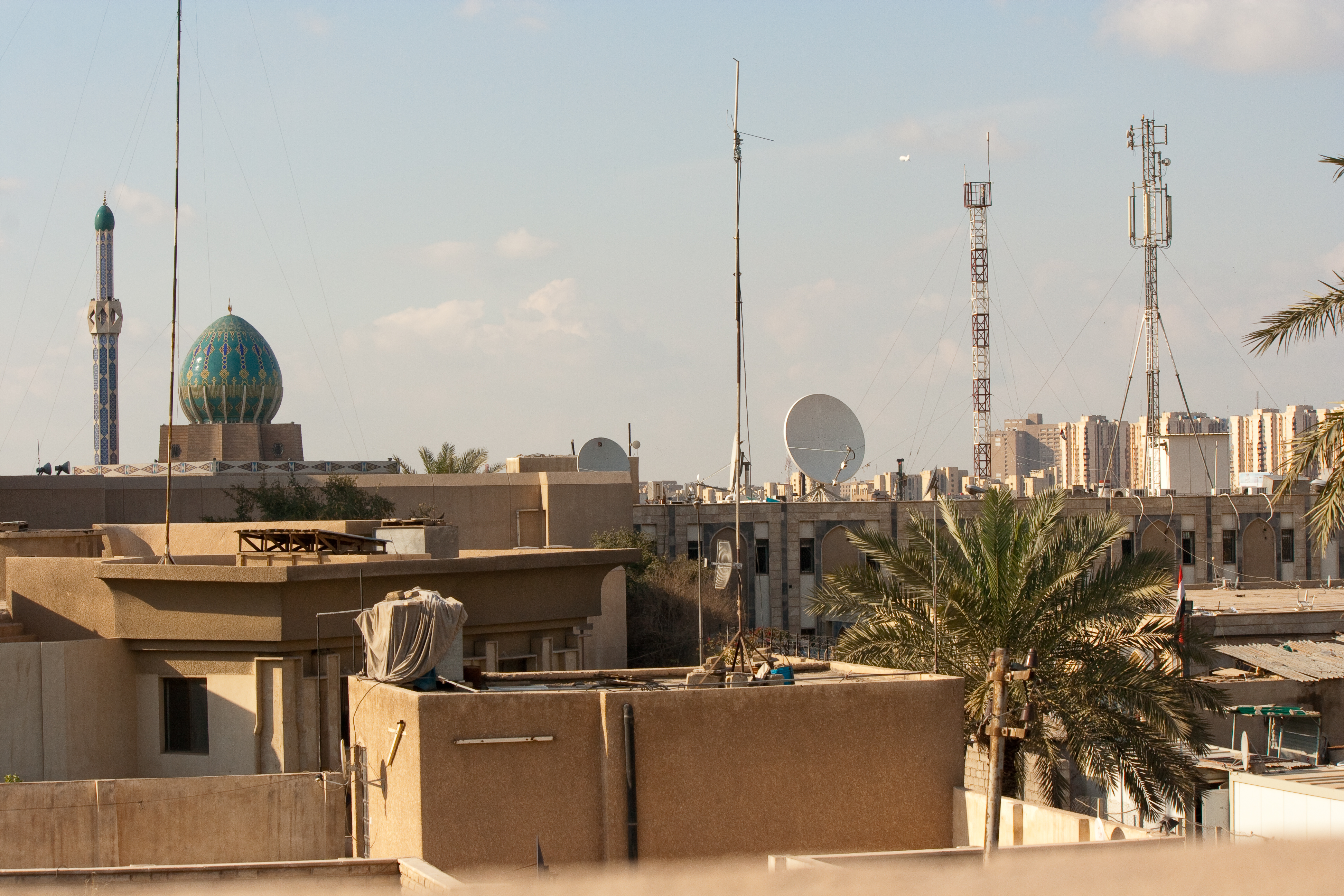